# Antesis

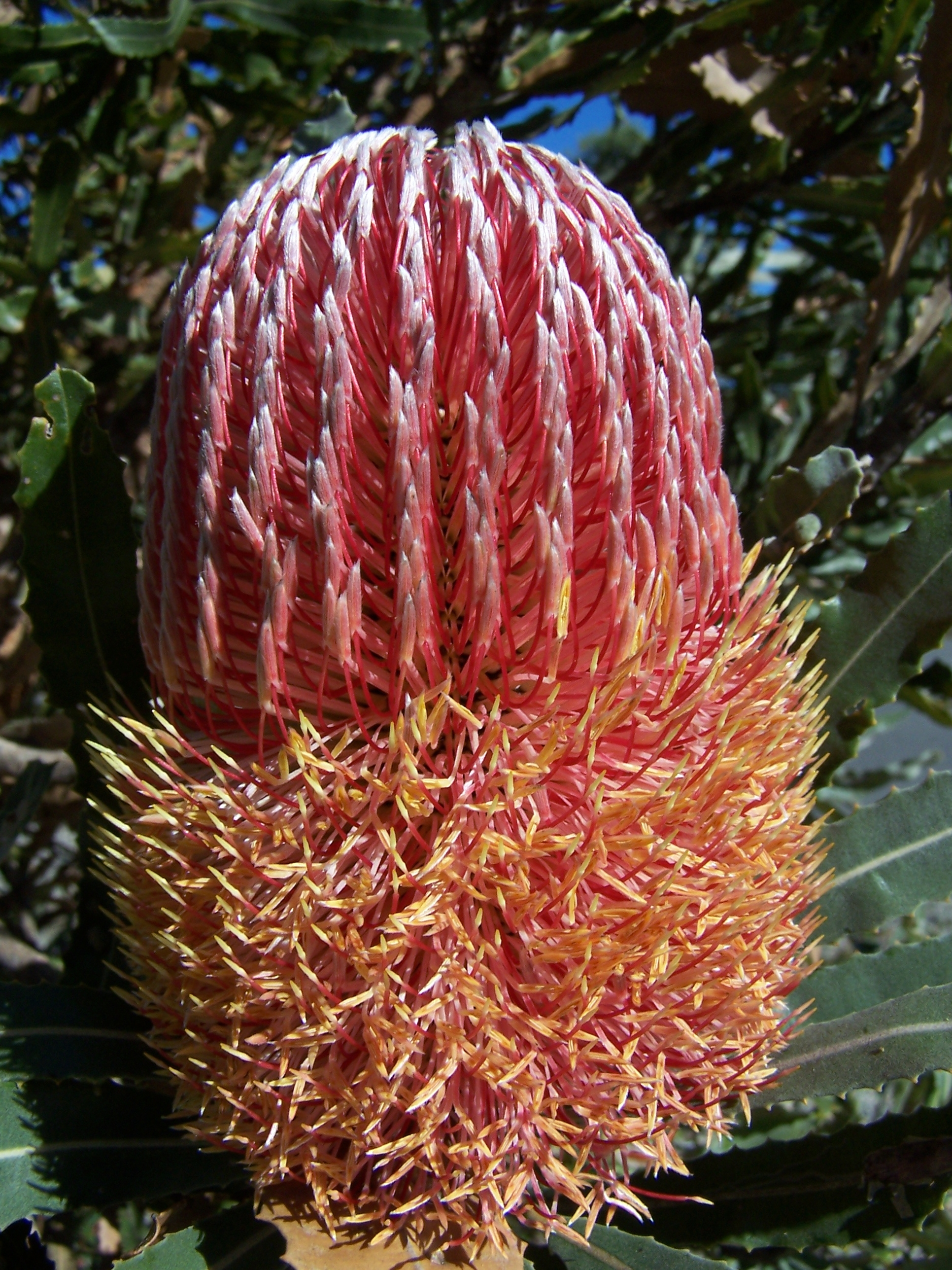
La antesis secuencial de las flores individuales de esta inflorescencia de Banksia menziesii ha comenzado de abajo arriba.

La antesis (del griego ἄνθησις "floración") es el periodo de florescencia o floración de las plantas con flores; estrictamente, es el tiempo de expansión de una flor hasta que está completamente desarrollada y en estado funcional, durante el cual ocurre el proceso de polinización, si bien se usa frecuentemente para designar el período de floración en sí; el acto de florecer. La etapa previa a la floración suele llamarse preantesis. 
El desarrollo de la antesis es espectacular en algunas especies con flores múltiples:
En las especies de Banksia, por ejemplo, la antesis expone los extremos de los estilos desde las partes superiores de los periantos de cada flor individual, primero en la parte baja de la inflorescencia hasta que la floración completa alcanza a las flores de la parte superior. 
La antesis de las flores de la Banksia es secuencial en la inflorescencia, así que cuando los estilos y los periantos se desarrollan secuencialmente con colores diferentes, el resultado es un cambio de color impactante que se desplaza gradualmente de abajo arriba a lo largo de la inflorescencia.
- Datos: Q593803